# مقاطعة بريشتينا
مقاطعة بريشتينا ((بالألبانية: Rajoni i Prishtinës)، (بالصربية: Призренски округ))، هي واحدة من المقاطعات السبع في كوسوفو. يقع مقرها في مدينة بريشتينا. يبلغ عدد سكانها 477,312 نسمة وفقا لإحصاء سنة 2011، وتبلغ مساحتها 2,470 كيلومتر مربع. تضم مقاطعة بريشتينا 8 بلديات و 298 بلدة.

## البلديات
تضم مقاطعة بريشتينا 8 بلديات و298 بلدة.
| البلدية         | عدد السكان (2011) | المساحة (كم2) | الكثافة (كم2) | البلدات |
| --------------- | ----------------- | ------------- | ------------- | ------- |
| بريشتينا        | 198,897           | 572           | 347.7         | 41      |
| بودوييفو        | 88,499            | 632           | 133.5         | 76      |
| غلوفوفاتش       | 58,531            | 290           | 201.8         | 37      |
| ليبليان         | 57,605            | 422           | 136.5         | 70      |
| فوشا كوسوفا     | 34,827            | 83            | 419.6         | 15      |
| أوبيليتش        | 21,549            | 105           | 205.2         | 19      |
| غراتشانيكا      | 10,675            | 131           | 81.5          | 16      |
| نوفو بردو       | 6,729             | 204           | 33.0          | 24      |
| مقاطعة بريشتينا | 477,312           | 2,470         | 193.2         | 298     |

## التركيبة السكانية

### المجموعات العرقية
في سنة 1991، كانت البلديات ذات الأغلبية الألبانية هي : بريشتينا (88.63٪)، أوبيلي (80.31٪)، فوشا كوسوفا (82.63٪)، ليبليان (79.36٪)، بودويفو (98.91 ٪)، وغلوغوفاتش (99.87 ٪)، أما بلدية نوفو بردو فكانت غالبية سكانها من صرب الجبل الأسود بنسبة 58.12٪.
في إحصاء عام 2011، شكّل الألبان الأغلبية في : بريشتينا (97.8 ٪)، غلوغوفاتش [(99.9 ٪)، بودويفو (98.9 ٪)، ليبليان (94.6 ٪)، أوبيليتش (92.1 ٪)، فوشا كوسوفا (86.9 ٪)، و نوفو بردو (52.4 ٪).
يشكّل الصرب غالبية السكان في بلدية غراتشانيكا بنسبة 67.5٪.